# 安东·科罗舍茨

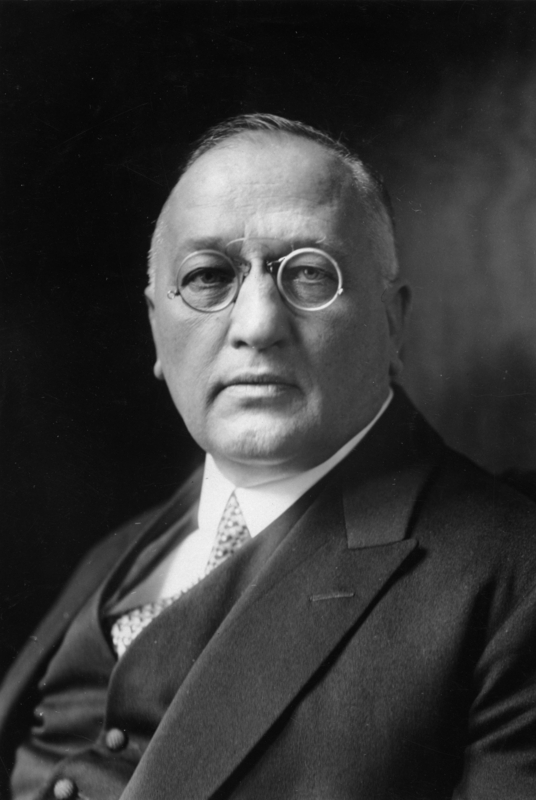
安东·科罗舍茨

安东·科罗舍茨（Anton Korošec，1872年5月12日—1940年12月14日）是一位南斯拉夫王國政客、罗马天主教神父、保守主义政党“人民党”要员、演说家。1928年7月28日至1929年1月7日期間出任南斯拉夫王國第七任首相。安东·科罗舍茨反对共济会、共产主义以及犹太教。他在擔任南斯拉夫内政部长期间曾表示“所有犹太人、共产党员和共济会成员都是叛徒、阴谋家和国家的敌人”。 